# Kevin Moscoso
Kevin Jorge Amílcar Moscoso Mayén (nacido el 13 de junio de 1993) es un futbolista guatemalteco que juega como portero en Deportivo Mixco de la Liga Nacional y en la selección de Guatemala.

## Selección nacional
Hizo su debut con la selección de Guatemala contra Nicaragua el 7 de octubre de 2020.

## Clubes
| Club                         | País      | Año           |
| ---------------------------- | --------- | ------------- |
| Comunicaciones               | Guatemala | 2019          |
| Deportivo Siquinalá (cedido) | Guatemala | 2020          |
| Cobán Imperial (cedido)      | Guatemala | 2020-2021     |
| Comunicaciones               | Guatemala | 2021-2023     |
| Deportivo Mixco (cedido)     | Guatemala | 2023-2024     |
| Comunicaciones               | Guatemala | 2024-presente |

## Palmarés

### Campeonatos internacionales
| Título        | Club           | País      | Año  |
| ------------- | -------------- | --------- | ---- |
| Liga Concacaf | Comunicaciones | Guatemala | 2021 |

### Distinciones individuales
| Distinción                        | Temporada |
| --------------------------------- | --------- |
| Guante de Oro de la Liga Concacaf | 2021      |